# Nikolaus Hofreiter
Nikolaus Hofreiter (Linz, Alta Áustria, Áustria-Hungria, 8 de maio de 1904 – 23 de janeiro de 1990) foi um matemático austríaco, que trabalhou principalmente com teoria dos números.

## Biografia
Hofreiter frequentou a escola em Linz e estudou a partir de 1923 na Universidade Técnica de Viena (TU Viena), onde foi dentre outros aluno de Hans Hahn,  Wilhelm Wirtinger e Emil Müller (geometria descritiva), e de Philipp Furtwängler, que foi seu orientador de doutorado em 1927, com uma tese sobre a teoria de redução de formas quadráticas (Eine neue Reduktionstheorie für definite quadratische Formen). Em 1928 foi aprovado nos exames para professor (Lehramtsprüfung) e completou o ano probatório como professor em Viena, mas então retornou para a universidade (primeiro como assistente científico na TU Viena) onde em 1929 foi assistente de Furtwängler e então obteve a habilitação em 1933.
Em sua tese e habilitação trabalhou com a teoria de redução de formas quadráticas, sobre a qual haviam trabalhado anteriormente Carl Friedrich Gauss, Charles Hermite e Hermann Minkowski. Hofreiter tratou o caso de quatro variáveis de um problema de Minkowski (Minkowski resolveu o problema para duas variáveis, enquanto Robert Remak resolveu o problema para três variáveis) sobre o produto de formas lineares não-homogêneas, obtendo significativo progresso. A solução completa foi encontrada somente 15 anos depois (e o caso geral continua sem solução).
Em 1939 foi professor associado e casou com a matemática Margarete Dostalík (1912-2013), que foi também aluna de Furtwängler. Durante a Segunda Guerra Mundial saiu de Viena e esteve pouco tempo depois no Hermann Goering Aviation Research Institute em Braunschweig, onde seus colegas Wolfgang Gröbner de Viena, Bernhard Baule de Graz, Ernst Peschl e Josef Laub já estavam trabalhando. Foi lá que, juntamente com Gröbner, iniciou uma tabela de integrais. O primeiro volume, sobre integrais indefinidas, foi publicado em impressão de emergência (Braunschweig) em 1944 e pela Springer em 1949. Em 1950 foi publicado o segundo volume contendo integrais definidas.
Em 1970 Hofreiter foi eleito membro correspondente da Academia Austríaca de Ciências. Recebeu a Condecoração Austríaca de Ciência e Arte em 1965, foi comendador da Ordem de São Gregório Magno e recebeu o anel de honra da Österreichische Mathematische Gesellschaft.
Dentre seus alunos de doutorado constam, dentre outros, Edmund Hlawka, Peter Gruber e Leopold Schmetterer.